# Okrug Zlaté Moravce
Okrug Zlaté Moravce (slovački: Okres Zlaté Moravce) nalazi se u jugozapadnoj Slovačkoj u Nitranskom kraju.  U okrugu živi 40 722 stanovnika, dok je gustoća naseljenosti 78,13 stan/km². Ukupna površina okruga je 521,17 km². Glavni grad okruga Zlaté Moravce je istoimeni grad Zlaté Moravce s 11 762 stanovnika.

## Stanovništvo
| Godina:     | 1994.  | 2004.   | 2014.   | 2024.   |
| ----------- | ------ | ------- | ------- | ------- |
| Broj ljudi: | 43 913 | 43 109  | 41 127  | 40 722  |
| Razlika:    |        | −1,83 % | −4,59 % | −0,98 % |

| Godina:     | 2023.  | 2024.   |
| ----------- | ------ | ------- |
| Broj ljudi: | 40 765 | 40 722  |
| Razlika:    |        | −0,10 % |

## Gradovi
Zlaté Moravce

## Općine
| - Beladice - Čaradice - Červený Hrádok - Čierne Kľačany - Hostie - Hosťovce - Choča - Jedľové Kostoľany - Kostoľany pod Tribečom - Ladice - Lovce | - Machulince - Malé Vozokany - Mankovce - Martin nad Žitavou - Nemčiňany - Neverice - Nevidzany - Obyce - Skýcov - Slepčany - Sľažany | - Tekovské Nemce - Tesárske Mlyňany - Topoľčianky - Velčice - Veľké Vozokany - Vieska nad Žitavou - Volkovce - Zlatno - Žikava - Žitavany |